# Mannstedt
Mannstedt település Németországban, azon belül Türingiában. Lakosainak száma 356 fő (2017. december 31.). Mannstedt Rastenberg és Buttstädt községekkel határos.

## Népesség
A település népességének változása:

| 2014 | 369 |
| 2017 | 356 |